# Aberbequeye
Aberbequeye, también llamado Aberbequeie, fue un aborigen gomero, jefe o caudillo del cantón de Mulagua hacia 1450, bautizado como Fernando, este luchó contra la conquista de la gomera.

## Antroponimia
De aberəwwi-keyyă > aberbekeyye, significando literalmente ‘cráneo hundido’, siendo ‘aberbe’ hundido y ‘queye’ craneo.
Según Alvares Delgado, Aberbequeye significa negros brazos (‘ne-gros-brazos’ = ‘Ab-berberqu-eye’), posteriormente, también dice que significa ‘muy negro’, ‘negrazo’ o ‘el morenazo’ Asimismo Wölfel dice establece como hipótesis etimológica aber-berkeye ‘el negro’, ‘el moreno’.
En Marruecos hay una ciudad con el nombre de Aberber y en Chad hay una ciudad con el nombre de Abèrbèr, esto, aunque puede ser una casualidad, puede estar ligado al origen amazigh de los guanches.